# Rebecca Miller (film)
Rebecca Augusta Miller (Roxbury (Connecticut), 15 september 1962) is een Amerikaans regisseuse, scenarioschrijfster, actrice en producer. Zij won meer dan vijf filmprijzen, waaronder zowel de John Cassavetes Award als de juryprijs van het Sundance Film Festival voor Personal Velocity: Three Portraits (2002). Op het laatstgenoemde evenement kreeg ze eerder de Filmmakers Trofee voor Angela (1995). In beide gevallen betreft het films die Miller zowel zelf schreef als regisseerde.
Miller is een dochter van toneel- en filmschrijver Arthur Miller en de van oorsprong Oostenrijkse fotografe Inge Morath. Ze trouwde in 1996 met acteur Daniel Day-Lewis, met wie ze in 1998 zoon Ronan Cal kreeg en in 2002 zoon Cashel Blake.

## Filmografie
Als regisseur
- She Came to Me (2023)
- Arthur Miller: Writer (2017)
- Maggie's Plan (2015)
- The Private Lives of Pippa Lee (2009)
- The Ballad of Jack and Rose (2005)
- Personal Velocity: Three Portraits (2002)
- Angela (1995)

Als schrijfster
- She Came to Me (2023)
- Arthur Miller: Writer (2017)
- Maggie's Plan (2015)
- The Private Lives of Pippa Lee (2009)
- Proof (2005)
- The Ballad of Jack and Rose (2005)
- Personal Velocity: Three Portraits (2002)
- Angela (1995)

Als actrice
- Love Affair (1994)
- Mrs. Parker and the Vicious Circle (1994)
- The American Clock (1993, televisiefilm)*
- The Pickle (1993)
- Consenting Adults (1992)
- Wind (1992)
- Regarding Henry (1991)
- Georg Elser - Einer aus Deutschland (1989)
- The Murder of Mary Phagan (1988, televisiefilm)

*geschreven door Millers vader
- Bibsys: 9012678
- Biblioteca Nacional de España: XX1456248
- Bibliothèque nationale de France: cb142070509 (data)
- Gemeinsame Normdatei: 12402937X
- International Standard Name Identifier: 0000 0001 1476 6558
- Library of Congress Control Number: no96042647
- Bibliotheek van het Japanse parlement: 01052634
- Nationale Bibliotheek van Tsjechië: xx0050278
- Nationale bibliotheek van Australië: 35622601
- Nationale Bibliotheek van Israël: 987007475457605171
- Nederlandse Thesaurus van Auteursnamen: 237908549
- Réseau des bibliothèques de Suisse occidentale: 02-A012936267
- Système universitaire de documentation: 124449875
- Union List of Artist Names: 500470993
- Virtual International Authority File: 85620945
- WorldCat: E39PBJwMHgPY8rBRFrXhC8YpT3